# Acacia confusa
Acacia confusa är en ärtväxtart som beskrevs av Elmer Drew Merrill. Acacia confusa ingår i släktet akacior, och familjen ärtväxter. Inga underarter finns listade i Catalogue of Life.

## Bildgalleri

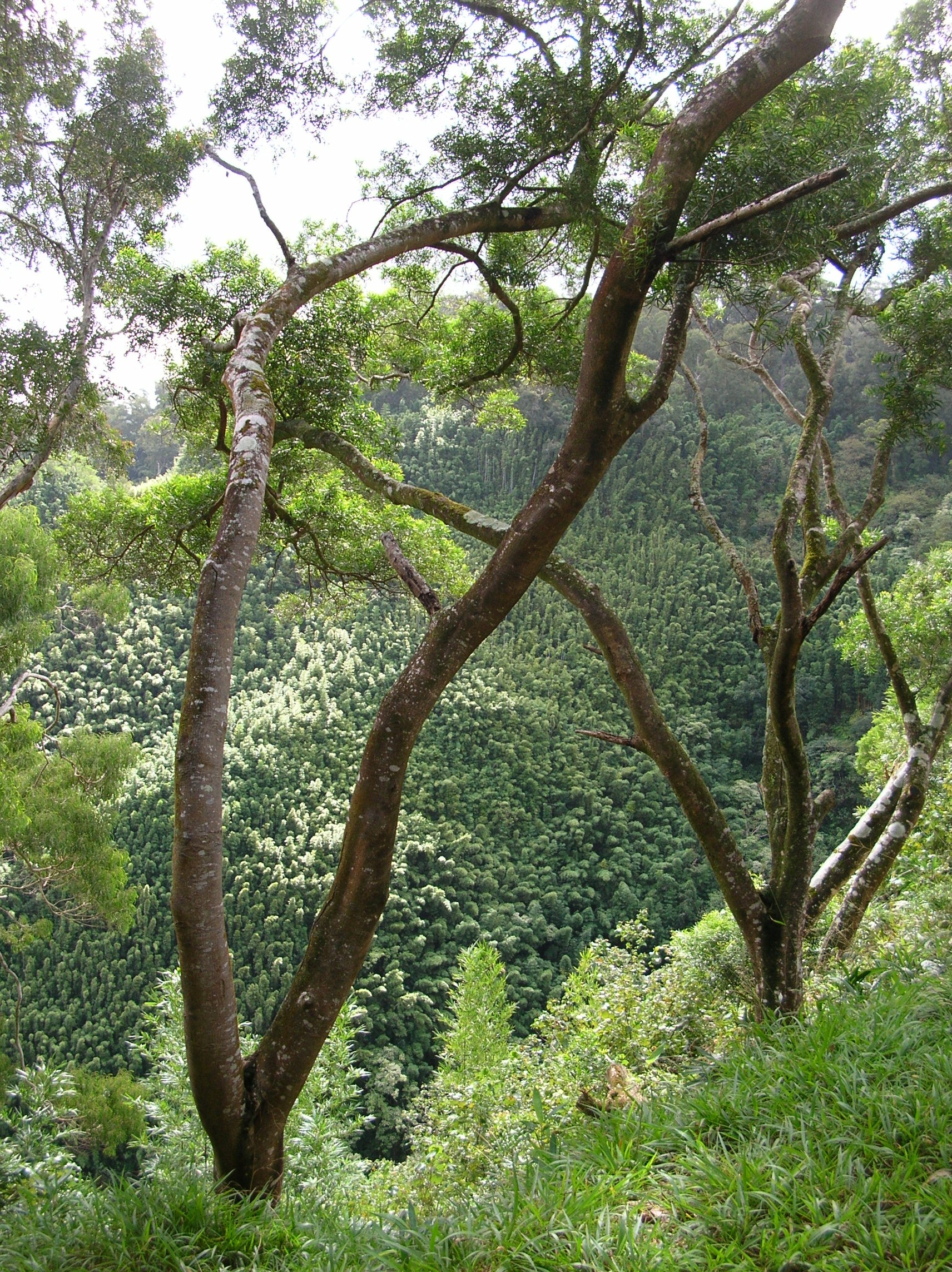
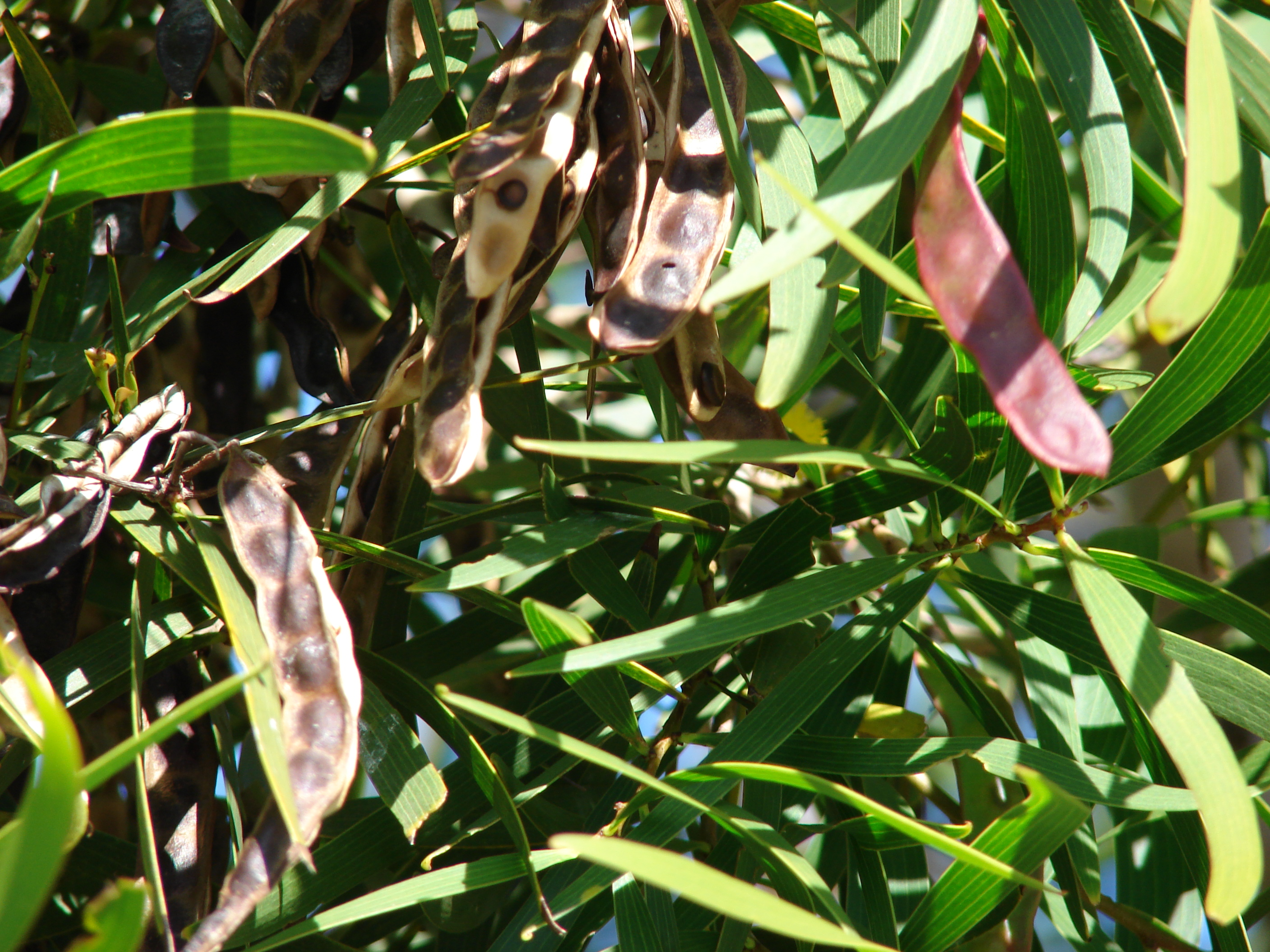
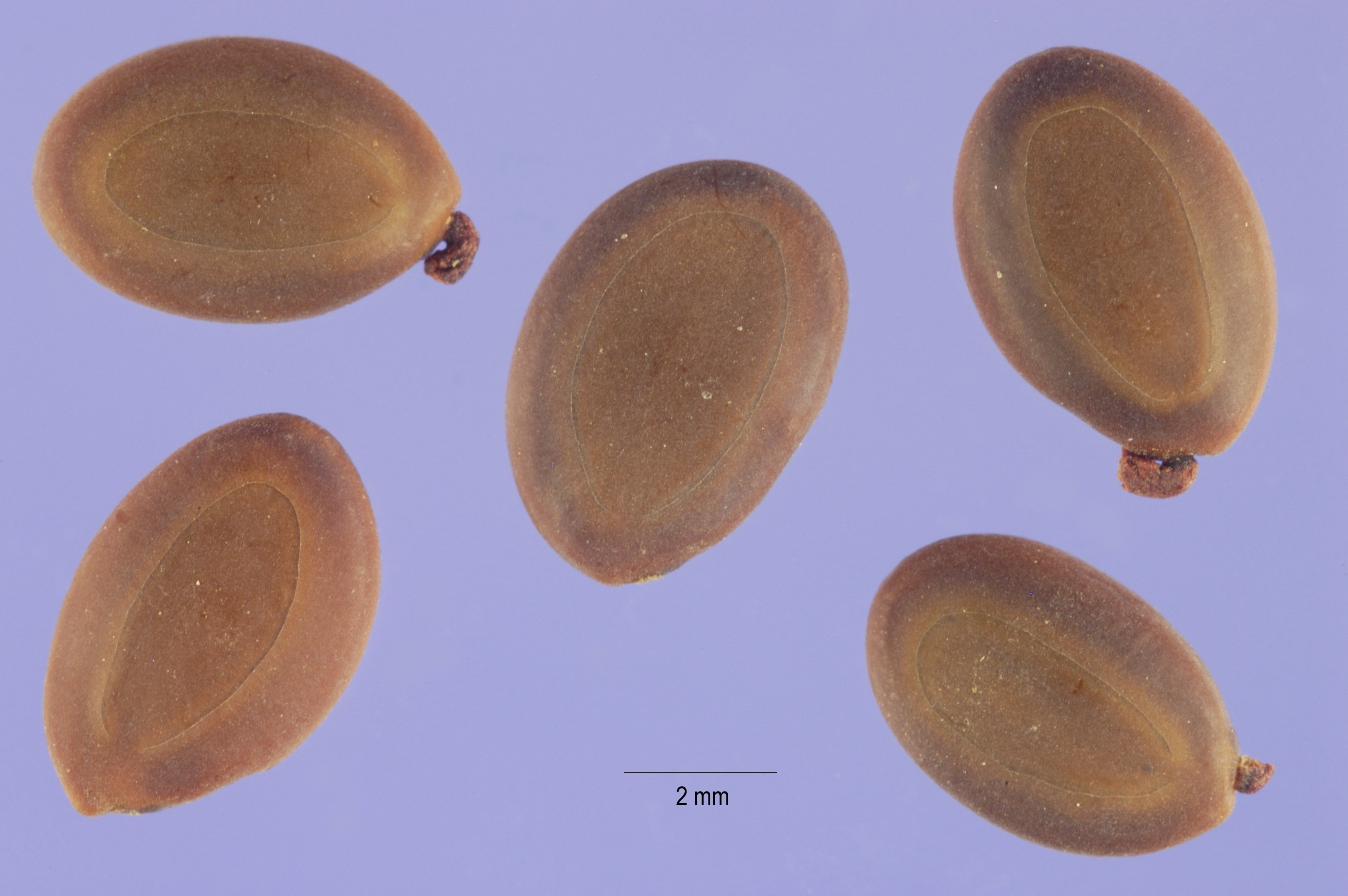
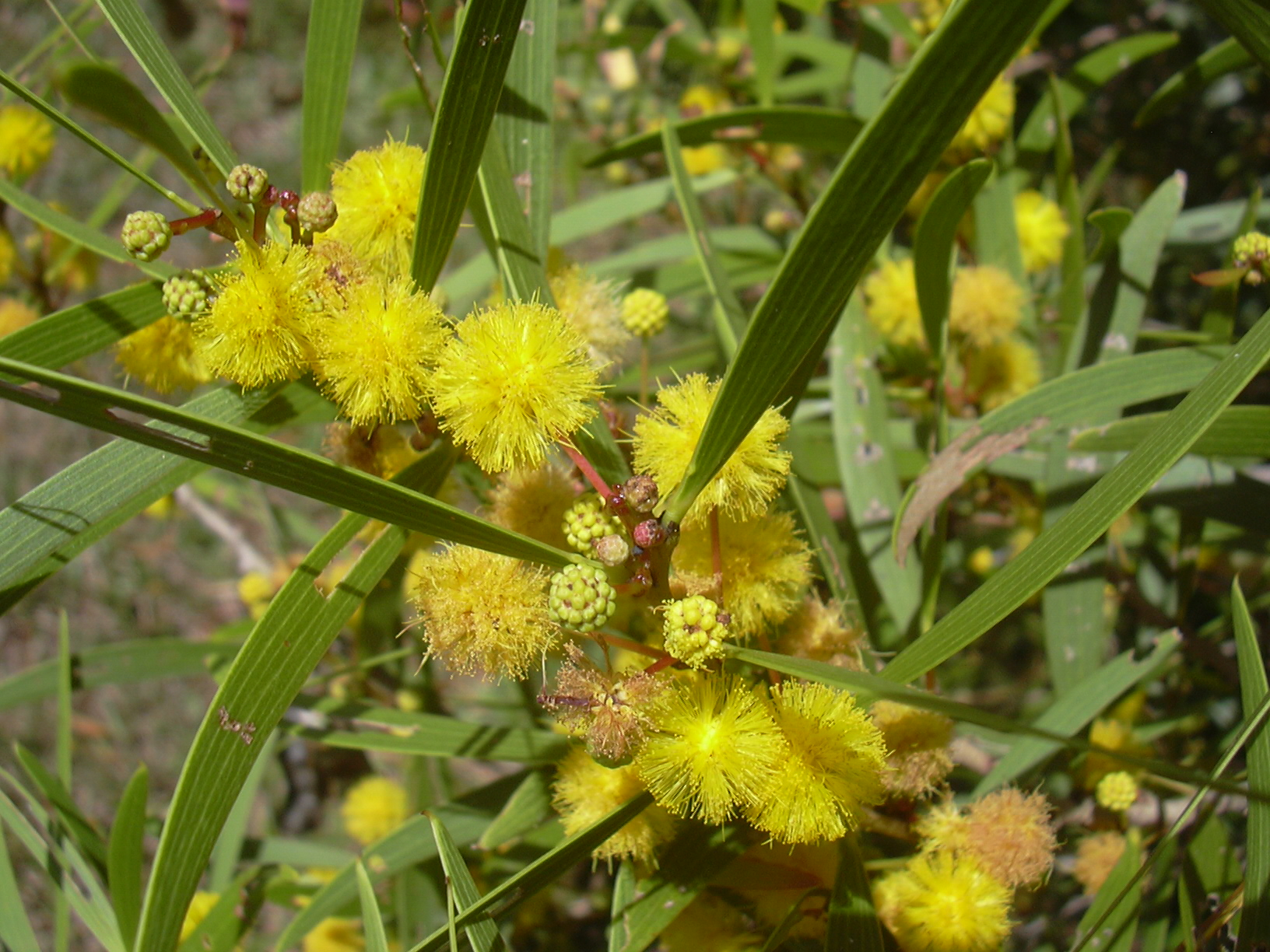
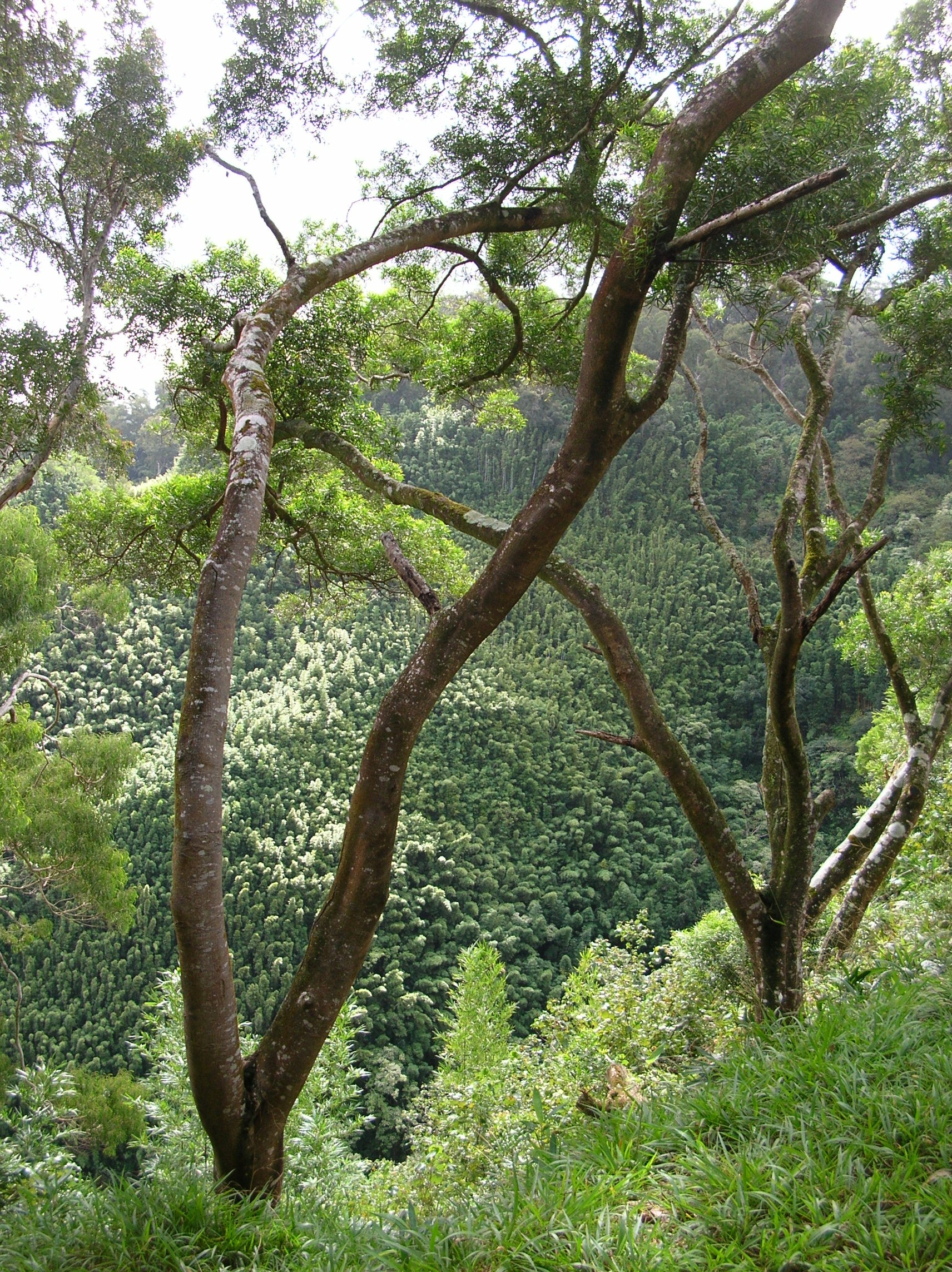
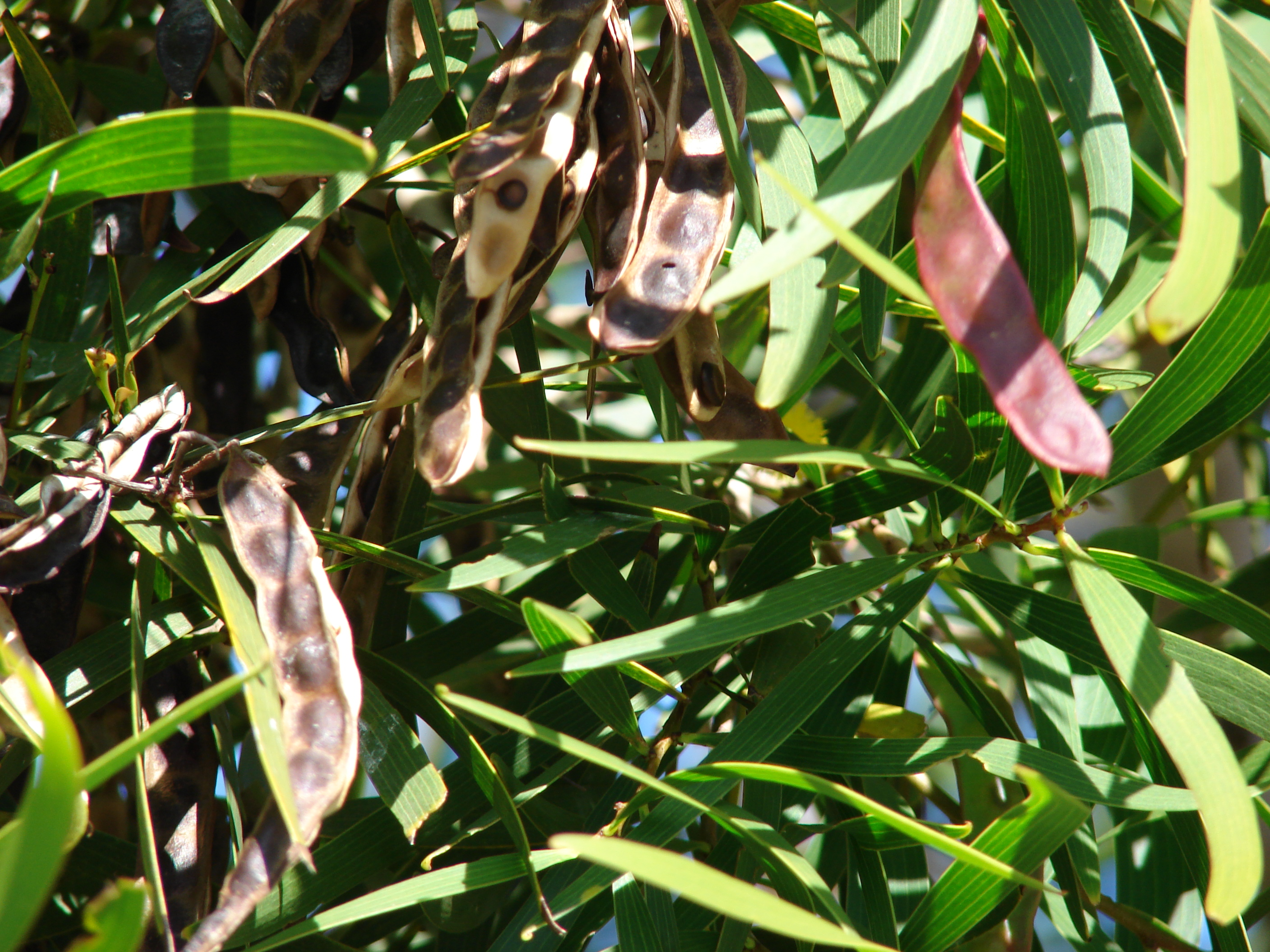